# Liste der Biografien/Sio
Liste der Biografien |
Portal Biografien |
Personensuche
# |
A |
B |
C |
D |
E |
F |
G |
H |
I |
J |
K |
L |
M |
N |
O |
P |
Q |
R |
S |
T |
U |
V |
W |
X |
Y |
Z |
?
 
Sa |
Sb |
Sc |
Sd |
Se |
Sf |
Sg |
Sh |
Si |
Sj |
Sk |
Sl |
Sm |
Sn |
So |
Sp |
Sq |
Sr |
Ss |
St |
Su |
Sv |
Sw |
Sy |
Sz
 
Sia |
Sib |
Sic |
Sid |
Sie |
Sif |
Sig |
Sih |
Sii |
Sij |
Sik |
Sil |
Sim |
Sin |
Sio |
Sip |
Siq |
Sir |
Sis |
Sit |
Siu |
Siv |
Siw |
Six |
Siy |
Siz
Die Liste der Biografien führt alle Personen auf, die in der deutschsprachigen Wikipedia einen Artikel haben. Dieses ist eine Teilliste mit 38 Einträgen von Personen, deren Namen mit den Buchstaben „Sio“ beginnt.

## Sio
- Sio, Ariu Lang, australischer Schauspieler
- Sio, Aupito William (* 1960), neuseeländischer Politiker der New Zealand Labour Party
- Sió, Enric (1942–1998), spanischer Comiczeichner und Illustrator
- Sio, Giovanni (* 1989), ivorisch-französischer Fußballspieler
- Sio, Giuliana de (* 1957), italienische Schauspielerin

### Siob
- Siöblad, Carl Georg (1683–1754), schwedischer Admiral

### Siod
- Siodmak, Curt (1902–2000), deutsch-US-amerikanischer Drehbuch- und Science-Fiction-Autor
- Siodmak, Robert (1900–1973), amerikanischer bzw. deutscher Filmregisseur, Drehbuchautor und Filmproduzent
- Siódmiak, Artur (* 1975), polnischer Handballspieler

### Sioe
- Sioen, Frederik (* 1979), flämisch-belgischer Singer-Songwriter

### Siok
- Sioka, Doreen (* 1960), namibische Politikerin

### Siol
- Siol, Joachim (* 1937), deutscher Richter am Bundesgerichtshof
- Sioli, Emil (1852–1922), deutscher Psychiater und Direktor der ehemaligen Frankfurter „Anstalt für Irre und Epileptiker“
- Sioli, Francesco (1878–1958), deutscher Theaterintendant italienischer Abstammung
- Sioli, Franz (1882–1949), deutscher Psychiater und Hochschullehrer
- Sioli, Harald (1910–2004), deutscher Biologe und Limnologe
- Sioli, Matteo (* 2005), italienischer Hochspringer
- Sioly, Johann (1843–1911), österreichischer Volksliedsänger und Wienerliedkomponist

### Sion
- Sion, Elior (* 1990), britischer Pokerspieler
- Sion, Georges (1913–2001), belgischer Schriftsteller französischer Sprache
- Sion, Hans (1911–1998), deutscher Braumeister
- Sion, Jean-Liévin-Joseph (1890–1951), französischer römisch-katholischer Ordensgeistlicher, Apostolischer Vikar von Kontum
- Sione, Alesana (* 1966), amerikanisch-samoanischer Ringer und Gewichtheber
- Sione, Tomu (1941–2016), tuvalesischer Generalgouverneur und Politiker
- Sionepoe, Susitino (* 1965), französischer Ordensgeistlicher, römisch-katholischer Erzbischof von Nouméa
- Sionko, Libor (* 1977), tschechischer Fußballspieler
- Sionko, Rostislav (* 1953), tschechischer Fußballspieler und Fußballtrainer
- Siontis, Stefanos (* 1987), griechischer Fußballspieler

### Siop
- Siopis, Manolis (* 1994), griechischer Fußballspieler

### Sior
- Siorpaes, Gildo (* 1938), italienischer Bobfahrer und Skirennläufer
- Siorpaes, Santo (1832–1900), Ampezzaner Bergsteiger
- Siorpaes, Sergio (* 1934), italienischer Bobfahrer
- Siorpaes, Wendy (* 1985), italienische Skirennläuferin

### Siot
- Siot-Decauville, Edmond (1841–1908), französischer Bildgießer und Galerist

### Siou
- Sioufas, Dimitris (1944–2019), griechischer Politiker
- Sioux, Nia (* 2001), US-amerikanische Schauspielerin, Synchronsprecherin und Sängerin
- Sioux, Siouxsie (* 1957), britische MusikerinSiouxsie Sioux (* 1957)

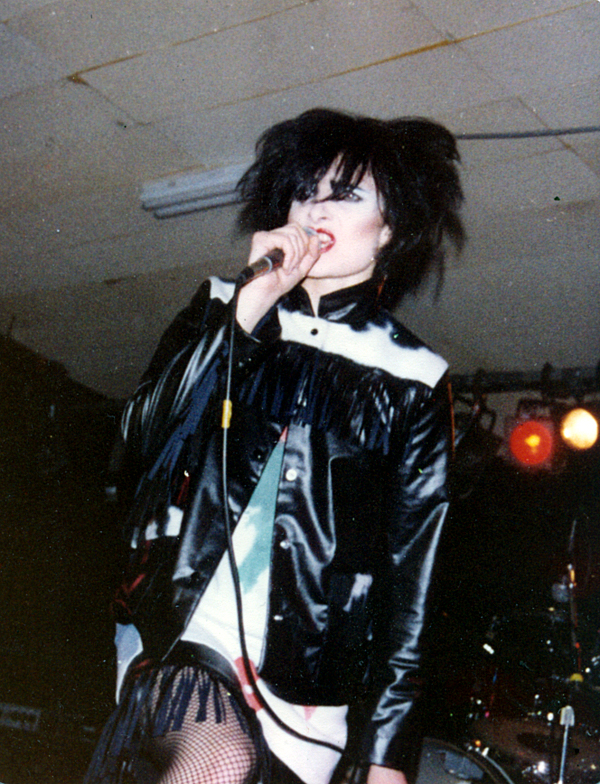
Siouxsie Sioux (* 1957)

### Siov
- Siovas, Dimitris (* 1988), griechischer Fußballspieler